# Piotr Podstawski
Piotr Podstawski (ur. 27 czerwca 1842 w Kołodziejówce, zm. 17 maja 1907 w Sokołowie) – polski (galicyjski) działacz społeczny, austro-węgierski żołnierz i dyplomata.

## Kariera wojskowa
Po śmierci ojca w ramach rekompensaty uzyskał rządowe stypendium na pokrycie kosztu nauki w krakowskiej szkole kadetów i wiedeńskim Theresianum. Następnie służył w wojsku austro-węgierskim. Jako podporucznik służył w pułku piechoty w Koszycach, a następnie w sztabie regimentu kirasjerów w Wiedniu. Następnie studiował w Akademii Sztabu Generalnego i Szkole Dyplomatycznej. Pełnił funkcję attaché wojskowego lub jego zastępcy w Czarnogórze, Serbii, Belgii i Turcji. W stan spoczynku przeszedł w 1891 w randze podpułkownika.

## Kariera samorządowa
Po zakończeniu kariery wojskowej osiadł w Sokołowie, gdzie wcześniej zamieszkała jego matka. W 1893 został wybrany na burmistrza. Na stanowisku tym podejmował głównie działania mające na celu rozwój higieny i kultury. Obejmowało to wyprowadzanie zanieczyszczających powietrze garbarni z centrum miasta czy wykorzystanie zużytej kory dębowej do utwardzenia gruntu rynku. Znany był z rygorystycznego podchodzenia do przepisów budowlanych i sanitarnych. Przypisuje mu się osobiste inspekcje robót budowlanych i melioracyjnych oraz domów prywatnych w tym zakresie. Według relacji prasowych miało to uchronić Sokołów przed epidemią cholery, która w 1894 objęła Galicję. Doprowadził do budowy domu ludowego z salą teatralną, który jednak spłonął tuż przed oddaniem do użytku.
Jako osoba o ugruntowanej pozycji w administracji Austro-Węgier miał duży autorytet. Zwyczajowo tytułowano go pułkownikiem. Za jego kadencji udało się zakończyć prawie stuletni spór między władzami miasta a dominium dworskich dóbr sokołowskich o użytkowanie ratusza i serwituty leśne.
W 1904 przestał być burmistrzem. Ufundował wówczas fundusz własnego imienia, z którego dochód został przeznaczony na wynagrodzenie pielęgniarek – jednej dla chorych chrześcijańskich, a drugiej dla żydowskich. Był też inicjatorem powstania w 1905 oddziału Kasy Stefczyka. Po wielkim pożarze miasta w 1904, mimo że nie pełnił już funkcji burmistrza, został wyznaczony przez władze miasta na komisarza ds. odbudowy. Wykorzystując kontakty wojskowe zapewnił pogorzelcom namioty na czas odbudowy. Dzięki nabytym w wojsku umiejętnościom kartograficznym rozplanował regulację ulic, wraz z ich wyprostowaniem i poszerzeniem. Plany te zdeterminowały charakter urbanistyczny miasta na kolejne kilka dekad. 
Zmarł w Sokołowie pod dłuższej chorobie 17 maja 1907. Jako bezdzietny wdowiec majątek zapisał miastu. Jego pogrzeb był odebrany jako manifestacja publiczna. Pochowany został na cmentarzu parafialnym w Sokołowie.
Sokołowska rada miasta nadała mu honorowe obywatelstwo miasta. W dwudziestoleciu międzywojennym jego imieniem nazwano jedną z głównych ulic miasta.

## Życie prywatne
Był synem sanockiego urzędnika skarbowego i Anastazji z Sołtysińskich. Miał troje rodzeństwa: Pawła, Józefa i Marię.
Zawarł związek małżeński z Anną Muchą, która zmarła pół roku po ślubie.

## Odznaczenia
- Kawaler Orderu Franciszka Józefa[4]